# Crosses
 Crosses  es una comuna y población de Francia, en la región de Centro, departamento de Cher, en el distrito de Bourges y cantón de Baugy.
Su población en el censo de 1999 era de 304 habitantes.
Está integrada en la Communauté de communes de la Septaine .

## Demografía
| 292 | 279 | 240 | 247 | 299 | 304 |
| Para los censos de 1962 a 1999 la población legal corresponde a la población sin duplicidades (Fuente: INSEE [Consultar]) |     |     |     |     |     |